# Luguelín Santos
Luguelín Santos (n. 12 noiembrie 1992, Bayaguana⁠(d), Monte Plata Province⁠(d), Republica Dominicană) este un sprinter ce a reprezentat Republica Dominicană, medaliat olimpic. A participat la 3 ediții ale Jocurilor Olimpice (2012, 2016, 2020) în care a câștigat două medalii de argint în proba de 400 de metri și 4x400 de metri mixt.

## Palmares
| An   | Competiție                     | Locație                           | Loc       | Eveniment      | Note    |
| ---- | ------------------------------ | --------------------------------- | --------- | -------------- | ------- |
| 2009 |                                | Port of Spain, Trinidad și Tobago | 12        | 400 m          | 47,88   |
| 2009 | 6                              | Port of Spain, Trinidad și Tobago | 4 × 400 m | 3:13,18        |         |
| 2010 | Campionatul Mondial de Juniori | Moncton, Canada                   | 6         | 400 m          | 46,90   |
| 2010 | Jocurile Olimpice de Tineret   | Singapore                         | 1         | 400 m          | 47,11   |
| 2011 | Jocurile Panamericane          | Guadalajara, Mexic                | 2         | 400 m          | 44,71   |
| 2011 | Jocurile Panamericane          | Guadalajara, Mexic                | 2         | 4 × 400 m      | 3:00,44 |
| 2012 | Campionatul Mondial în sală    | Istanbul, Turcia                  | 9         | 400 m          | 46,83   |
| 2012 | Campionatul Mondial de Juniori | Barcelona, Spania                 | –         | 400 m          | DS      |
| 2012 | Jocurile Olimpice              | Londra, Marea Britanie            | 2         | 400 m          | 44,46   |
| 2012 | Jocurile Olimpice              | Londra, Marea Britanie            | –         | 4 × 400 m      | DS      |
| 2013 | Campionatul Mondial            | Moscova, Rusia                    | 38        | 200 m          | 21,13   |
| 2013 | Campionatul Mondial            | Moscova, Rusia                    | 3         | 400 m          | 44,52   |
| 2013 | Campionatul Mondial            | Moscova, Rusia                    | 14        | 4 × 400 m      | 3:03,61 |
| 2014 | Campionatul Mondial în sală    | Sopot, Polonia                    | 7         | 400 m          | 46,37   |
| 2014 | Ștafetele Mondiale             | Nassau, Bahamas                   | 11        | 4 × 400 m      | 3:03,41 |
| 2015 | Ștafetele Mondiale             | Nassau, Bahamas                   | 23        | 4 × 400 m      | 3:12,55 |
| 2015 | Universiada                    | Gwangju, Coreea de Sud            | 1         | 400 m          | 44,91   |
| 2015 | Universiada                    | Gwangju, Coreea de Sud            | 1         | 4 × 400 m      | 3:05,05 |
| 2015 | Campionatul Mondial            | Beijing, China                    | 4         | 400 m          | 44,11   |
| 2015 | Campionatul Mondial            | Beijing, China                    | 10        | 4 × 400 m      | 3:00,15 |
| 2016 | Jocurile Olimpice              | Rio de Janeiro, Brazilia          | 10        | 400 m          | 44,71   |
| 2016 | Jocurile Olimpice              | Rio de Janeiro, Brazilia          | 10        | 4 × 400 m      | 3:01,76 |
| 2017 | Campionatul Mondial            | Londra, Marea Britanie            | 24        | 400 m          | 45,73   |
| 2017 | Universiada                    | Taipei, Taiwan                    | 1         | 400 m          | 45,24   |
| 2017 | Universiada                    | Taipei, Taiwan                    | 1         | 4 × 400 m      | 3:04,34 |
| 2018 | Campionatul Mondial în sală    | Birmingham, Marea Britanie        | 6         | 400 m          | DS      |
| 2018 | Cupa Continntală               | Ostrava, Cehia                    | 6         | 400 m          | 45,81   |
| 2018 | Cupa Continntală               | Ostrava, Cehia                    | 1         | 4 × 400 m mixt | 3:13,01 |
| 2019 | Jocurile Panamericane          | Lima, Peru                        | 7         | 400 m          | 45,73   |
| 2019 | Jocurile Panamericane          | Lima, Peru                        | 4         | 4 × 400 m      | 3:05,64 |
| 2021 | Jocurile Olimpice              | Tokio, Japonia                    | 2         | 4 × 400 m mixt | 3:10,21 |

1. ↑  Atletul a participat doar la calificări, dar a primit o medalie.

## Legături externe
- Materiale media legate de Luguelín Santos la Wikimedia Commons
- en Luguelín Santos la World Athletics
- en Luguelín Santos la Olympedia.org